# Bussuquara virus
Il Bussuquara virus (BSQV) è un arbovirus della famiglia Flaviviridae, genere Flavivirus, specie Aroa virus, e appartiene al IV gruppo dei virus a ((+) ssRNA).
Venne isolato la prima volta nell'uomo nel 1971.
Il virus è stato trovato in bufali d'acqua dello stato del Pará in Brasile.
Mostra una correlazione genetica con altri arbovirus emergenti quali: febbre gialla virus, Ilheus virus, Saint Louis encefalite virus, Cacipacore virus e Rocio virus.
Esso è un flavivirus che appartiene al numeroso gruppo dei virus dell'encefalite giapponese (JEV).
Il virus è classificato nella categoria BSL 2 (Biohazard Safety Level).